# Air Seychelles
Air Seychelles ist die nationale Fluggesellschaft der Seychellen mit Sitz in Victoria und Basis auf dem Flughafen Seychellen. Sie ist Mitglied der Luftfahrtallianz Alliance Vanille.

## Geschichte

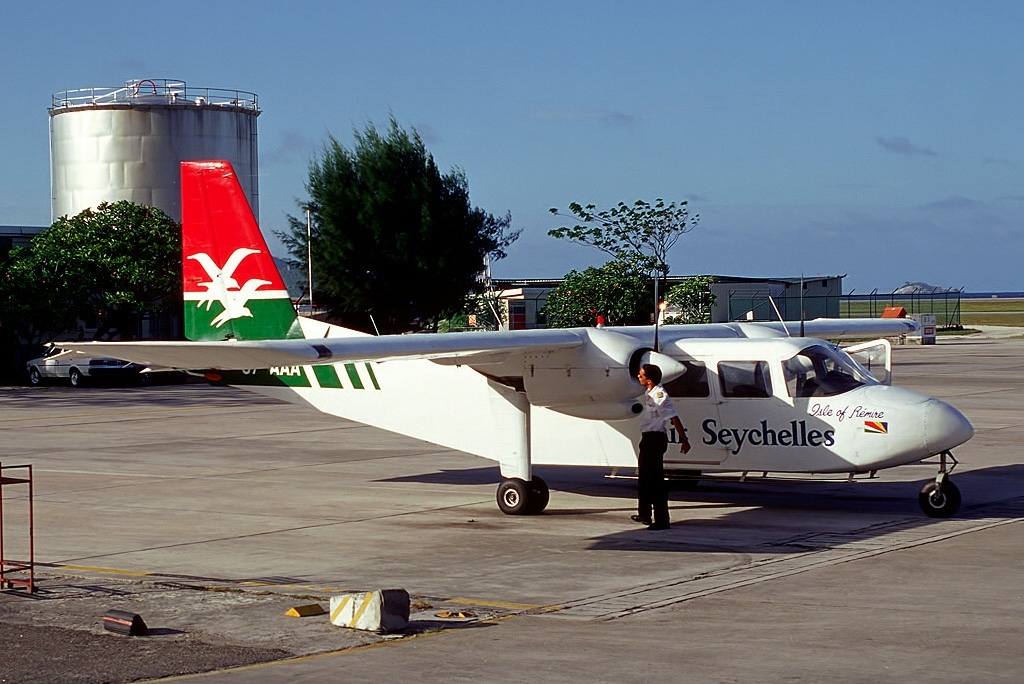
Britten-Norman BN-2 Islander der Air Seychelles, 2000

### Ursprünge und Gründung
Air Seychelles wurde im Frühjahr 1979 gegründet. Ihre Ursprünge reichen auf die im Jahr 1972 von John Faulkner Taylor gegründete Air Mahé zurück, die zunächst mit einer Piper PA-34 und später mit Britten-Norman BN-2 Islander Lufttaxidienste vom Flughafen Mahé zu den Inseln Bird Island und Praslin anbot. Kurzzeitig setzte Air Mahé auch eine De Havilland DH.89 Dragon Rapide ein.
Am 12. August 1976 entstand mit der Inter Island Airways (ICAO-Code: HM) ein zweiteres privates Lufttaxi-Unternehmen, das seinen Flugbetrieb Anfang 1977 in Konkurrenz zur Air Mahé mit einer Britten-Norman BN-2 Islander und einer Britten-Norman Trislander aufnahm. Die Regierung der Republik Seychellen gründete am 15. September 1977 eine weitere regionale Fluggesellschaft, die Seychelles Airlines. Dieses Staatsunternehmen nahm seinen operativen Betrieb aber nicht auf, weil der Markt bereits von den zwei privaten Lufttaxi-Gesellschaften abgedeckt wurde. Im Mai 1978 kaufte Inter Island Airways ihre Konkurrentin Air Mahé auf und integrierte sie ins eigene Unternehmen.
Die Republik Seychellen erwarb anschließend die Mehrheitsbeteiligung an der Inter Island Airways und fusionierte diese Gesellschaft im März 1979 mit dem ruhenden Staatsunternehmen Seychelles Airlines, woraus die neue staatliche Fluggesellschaft Air Seychelles hervorging. Sie verwendete das Air Operator Certificate und den ICAO-Code der Inter Island Airways zur Fortführung des Flugbetriebs, der zunächst mit drei BN-2A Trislander und zwei BN-2 Islander erfolgte. Im Frühjahr 1980 setzte Air Seychelles zwei BN-2A Trislander und vier BN-2 Islander im nationalen Linienverkehr ein.

### 1980er-Jahre

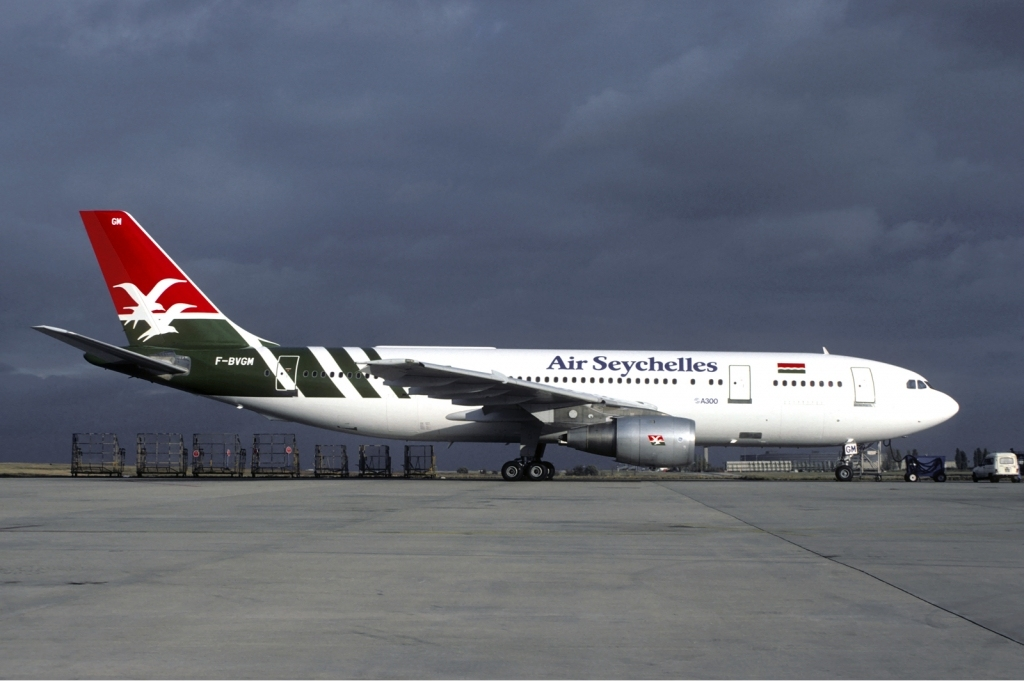
Der geleaste Airbus A300 im November 1985

Am 26. Oktober 1983 begann der internationale Flugbetrieb von Mahé nach London-Gatwick mit Zwischenstopp in Frankfurt. Die Gesellschaft ging hierzu eine Kooperation mit British Caledonian Airways ein, die eine McDonnell Douglas DC-10-30 auf dem wöchentlichen Flugpaar einsetzte. Ein Jahr später wurde die niederländische Martinair mit der Durchführung der internationalen Flüge beauftragt, wobei erneut eine DC-10 zum Einsatz kam. Im Oktober 1985 mietete Air Seychelles langfristig einen Airbus A300 von Air France. Im Gegensatz zu den DC-10 trug der im Wetlease genutzte Airbus A300 eine Bemalung in Farben des Unternehmens. Mit dieser Maschine wurden London und Frankfurt zweimal pro Woche angeflogen sowie eine neue wöchentliche Verbindung über Rom nach Zürich eröffnet. Wegen der zu geringen Reichweite des Airbus A300 erfolgten alle Flüge nach/von Europa mit planmäßigen Zwischenlandungen in Dschidda (Saudi-Arabien). Auf den Inlandsrouten wurde ab April 1985 neben BN-2 Islander und Trislander erstmals eine DHC-6 Twin Otter eingesetzt.

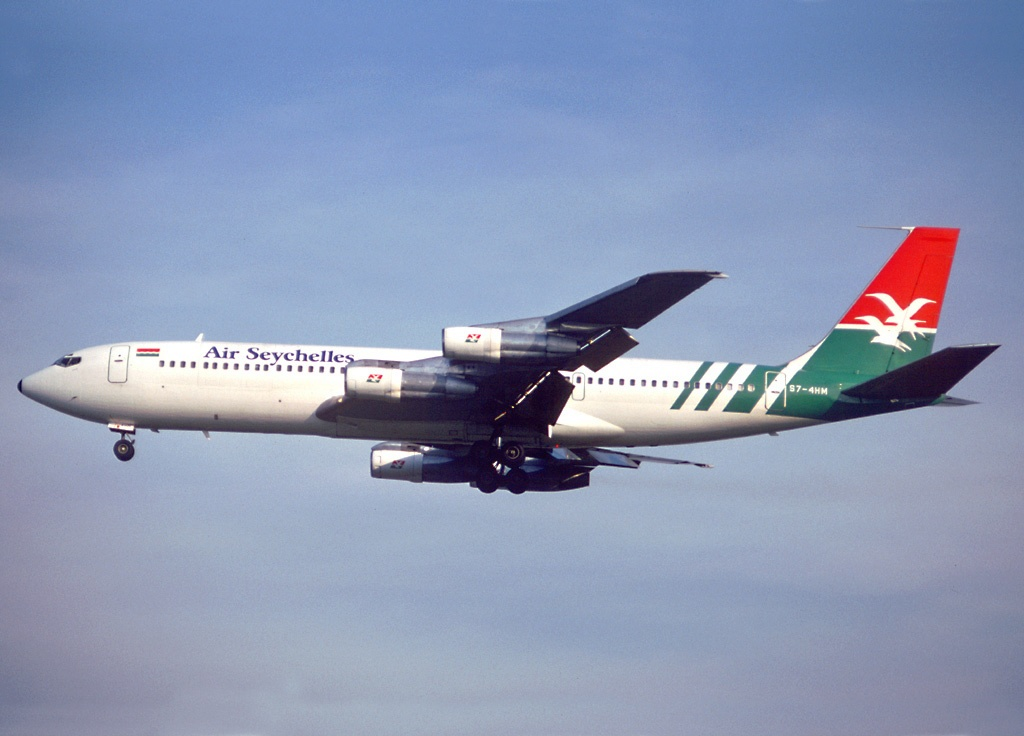
Boeing 707 der Air Seychelles, 1989

Die erste von zwei gemieteten Boeing 707-320, die zuvor von VARIG betrieben worden waren, kam ab dem 8. Januar 1988 als Ersatz für den Airbus A300 zum Einsatz. Die zweite Boeing 707 folgte einen Monat später. Mit den beiden Flugzeugen wurden neben London, Frankfurt und Rom auch Paris und Singapur angeflogen. Die Gesellschaft übernahm im selben Jahr das für die Abfertigung am Flughafen Mahé zuständige Unternehmen Aviation Seychelles, das daraufhin in Air Seychelles Ground Service umfirmiert wurde. Im Juni 1989 leaste die Fluggesellschaft eine Boeing 767-200ER von ILFC, die am 27. Juli 1989 direkt vom Flughafen Grand Rapids (USA) nach Mahé überführt wurde und dabei eine Strecke von 14.311 Kilometer (8.892 Meilen) zurücklegte. Piloten an Bord dieses Fluges, der einen Rekord für zweistrahlige Verkehrsflugzeuge aufstellte, waren Kapitän Williamson und Kopilot Norman Mousbe. Nach der Übernahme der Boeing 767 wurden die zwei Boeing 707 zum 31. August 1989 an den Leasinggeber retourniert.

### 1990er-Jahre

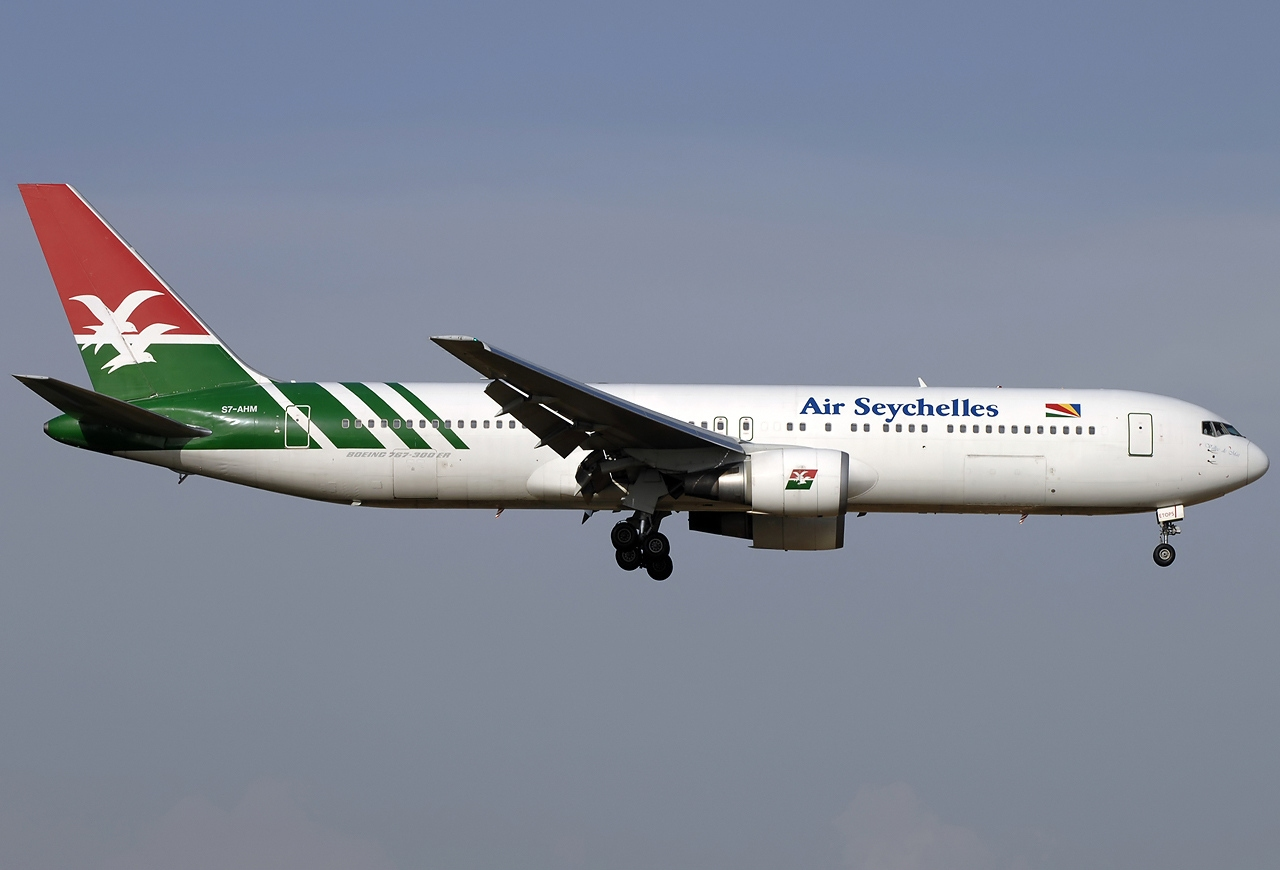
Eine Boeing 767-300ER der Air Seychelles

Die Flotte des Unternehmens bestand Anfang 1990 aus zwei BN-2A Islander, einer Cessna 172, drei DHC-6-300 Twin Otter sowie der Boeing 767-200ER. Ab dem 14. August 1992 nutzte das Unternehmen zusätzlich eine Boeing 767-300ER der italienischen Air Europe, die in deren Farbgebung bis Anfang 1993 betrieben wurde. Am 29. März 1993 übernahm Air Seychelles eine geleaste Boeing 757-200ER, mit der sie neue Linienrouten von Mahé über Nairobi (Kenia) nach Johannesburg (Südafrika) sowie nach Bahrain und Dubai (Vereinigte Arabische Emirate) einrichtete. Weitere internationale Ziele waren zu dieser Zeit Frankfurt, London, Madrid, Paris, Singapur und Zürich. Ab dem 28. April 1995 wurde Bombay (Indien) einmal wöchentlich mit der Boeing 757 über Dubai angeflogen. Linienverbindungen nach Tel Aviv (Israel) sowie nach Manchester (Großbritannien) folgten im Dezember 1995 beziehungsweise im Februar 1996. Die Boeing 757 wurde im Dezember 1996 durch eine langfristig von ILFC geleaste Boeing 767-300ER ersetzt, so dass die internationale Flotte Anfang 1997 aus einer Boeing 767-200ER und einer 767-300ER bestand. Im Inselverkehr betrieb die Gesellschaft gleichzeitig eine BN-2 Islander und vier DHC-6-300 Twin Otter.

### 2000er-Jahre

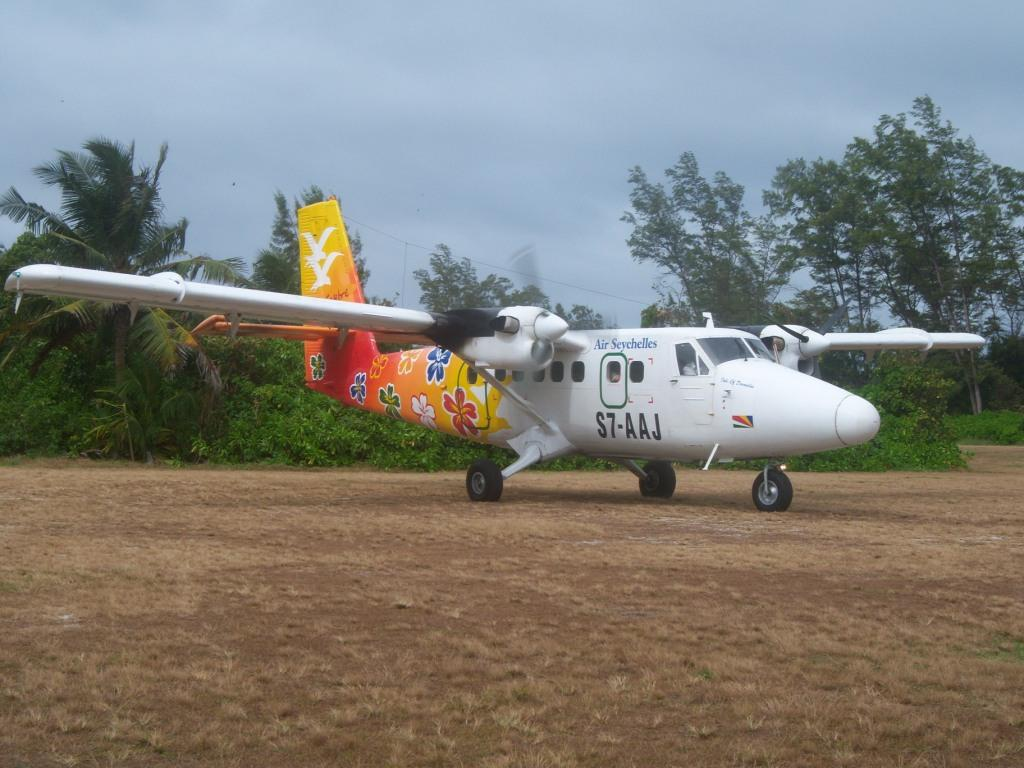
Die DHC-6-300 Twin Otter (S7-AAJ) in Sonderbemalung

Air Seychelles ersetzte die Boeing 767-200 im April 2001 durch eine zweite gemietete Boeing 767-300ER. Am 21. November 2001 erfolgte die Auslieferung einer geleasten werksneuen Boeing 737-700, die das Unternehmen bis Mai 2005 betrieb. Mit diesem Flugzeug wurden neue Linienstrecken nach Mauritius, Mayotte und Moroni auf den Komoren eingerichtet. Parallel dazu flog die Gesellschaft international auch Dubai, Frankfurt, London, Johannesburg, Male, Mumbai, München, Paris, Rom, Singapur und Zürich an. Im Inlandsverkehr betrieb Air Seychelles im Frühjahr 2003 eine BN-2 Islander, drei Twin Otter sowie eine Shorts 360, die sie ab September 2002 langfristig geleast hatte. Das Unternehmen beschäftigte zu dieser Zeit 640 Mitarbeiter. Zur Aufnahme von Frachtflügen nach Kenya, Mayotte und Mauritius entstand im selben Jahr die kurzlebige Firmensparte Air Seychelles Cargo, die eine Antonow 12 der kenianischen Astral Aviation im Wetlease nutzte. Die Gesellschaft gab ihre Verbindungen nach Frankfurt und Zürich im November 2004 sowie nach Dubai zum Jahresende 2004 mangels Auslastung auf. Mit Rückgabe der geleasten Boeing 737 wurden im Frühjahr 2005 auch die Linienflüge über Male (Malediven) nach Mumbai (Indien) sowie nach Mayotte und Moroni eingestellt, wodurch das Unternehmen international nur noch Johannesburg, London, Mauritius, Paris, Rom und Singapur bediente.
Anlässlich des 30-jährigen Staatsjubiläums der Seychellen erhielt eine DHC-6-300 Twin Otter (Kennzeichen: S7-AAJ, Taufname: „Isle Of Desroches“) im Jahr 2006 eine Sonderbemalung. Anfang April 2007 orderte die Gesellschaft zwei DHC-6-400 des Herstellers Viking Air und wurde damit zum Erstkunden dieses Flugzeugtyps. Zudem bestellte die Gesellschaft zwei Boeing 787, deren Auslieferung ursprünglich für 2010 geplant war, sich aber mehrfach verzögerte. Eine bis zum Jahresende 2008 gemietete Boeing 767-200ER ergänzte am 11. November 2007 die Flotte. Am 17. Dezember 2007 wurde erstmals Bangkok (Thailand) als Zwischenstopp auf der Route nach Singapur angeflogen. Eine neue Verbindung nach Mailand-Malpensa (Italien) eröffnete das Unternehmen am 12. Januar 2008.
Zur Wiederaufnahme der Linienflüge nach Male und Mumbai stellte Air Seychelles im Oktober 2008 eine zweite geleaste Boeing 767-200ER in Dienst. Die Gesellschaft flog ab März 2009 auch Frankfurt und Zürch erneut an und eröffnete im selben Monat eine weitere Route über Abu Dhabi nach Moskau-Wnukowo. Auf Druck der nationalen Wirtschaftsverbände erlaubte es die seychellische Regierung den Unternehmen Emirates, Etihad Airways und Qatar Airways im Jahr 2009, tägliche Flüge nach Mahé aufzunehmen. Air Seychelles sah sich daraufhin gezwungen, zu expandieren. Um die Anzahl ihrer Flugfrequenzen zu erhöhen und neue Routen erschließen zu können, übernahm die Gesellschaft am 10. April 2009 eine weitere gemietete Boeing 767-200ER sowie am 24. Juli 2009 zusätzlich eine geleaste Boeing 767-300ER. Diese Flugzeuge trugen einen leicht geänderten Schriftzug auf dem Rumpf. Gleichzeitig wurden im Inlandsverkehr drei DHC-6-300 Twin Otter und eine Short 360 betrieben. Daneben waren eine zweite Short 360 sowie eine BN-2 Islander auf das Unternehmen registriert, die Air Seychelles aber im Jahr 2009 nicht mehr nutzte und auf dem Flughafen Mahé eingelagert hatte. Die Gesellschaft konnte ihre fünf Boeing 767 nicht dauerhaft auslasten und nahm Ende 2009 an einer Ausschreibung des britischen Verteidigungsministeriums teil, um Militärpersonal zwischen der RAF-Basis Brize Norton in Oxfordshire und dem Flugplatz Mount Pleasant auf den Falklandinseln zu befördern.

### 2010er-Jahre

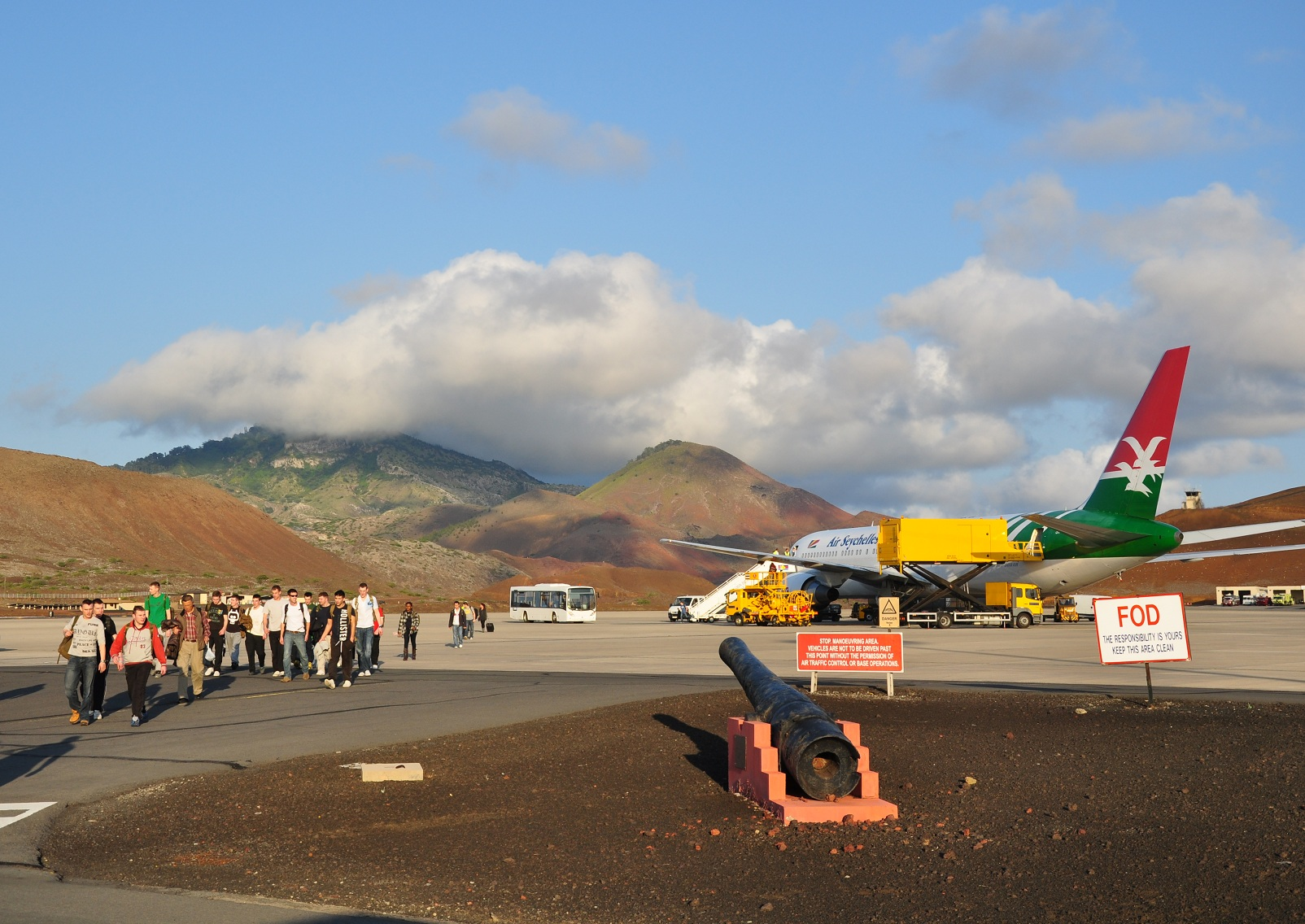
Boeing 767 der Air Seychelles auf der Insel Ascension

Nachdem Air Seychelles Anfang Januar 2010 den Beförderungsvertrag der Royal Air Force für die South Atlantic Airbridge gewonnen hatte, stationierte sie eine Boeing 767-300ER (Kennzeichen: S7-AHM) auf dem RAF-Stützpunkt Brize Norton in Großbritannien. Die militärischen Charterflüge zu den Falklandinseln begannen am 24. Januar 2010 und waren auf zwei Jahre befristet. Sie wurden in beiden Richtungen mit Zwischenlandungen in Wideawake auf der Insel Ascension durchgeführt.
Die Gesellschaft stellte im April 2010 ihre ein Jahr zuvor wieder aufgenommenen Linienverbindungen nach Frankfurt und Zürich wegen zu geringer Nachfrage erneut ein. Am 26. Januar 2011 übernahm Air Seychelles ihre erste Viking Air DHC-6-400, die eine Sonderbemalung trägt und die letzte Short 360 ablöste. Nachdem die Gesellschaft im Geschäftsjahr 2010 erstmals nach 13 Jahren Verluste eingeflogen hatte, wurde Anfang 2011 die Unternehmensleitung ausgetauscht. Der operative Betrieb blieb auch anschließend defizitär. Air Seychelles beendete im Sommer 2011 ihre Linienflüge nach Indien, wo sie ab November 2010 den Flughafen Chennai anstatt von Mumbai angeflogen hatte. Obwohl die Gesellschaft ihre Flotte durch den eigenen Betrieb nicht auslasten konnte, kündigte die Geschäftsführung den Chartervertrag mit dem britischen Verteidigungsministerium zum 1. September 2011 vorzeitig auf. Durch die Freisetzung dieser Maschine erhöhten sich die Überkapazitäten zusätzlich. Anfang September 2011 übernahm ein neuer Chief Executive Officer die Leitung des Staatsunternehmens, das im selben Monat ein neues Corporate Design vorstellte. Als erstes Flugzeug wurde im Oktober 2011 eine Boeing 767-300ER (S7-AHM) in den neuen Unternehmensfarben lackiert. Wegen der anhaltenden Verluste im operativen Betrieb retournierte die Gesellschaft ihre beiden geleasten Boeing 767-200ER zum 1. November 2011 an ILFC und beendete am 24. November 2011 die Linienflüge nach Singapur. Gleichzeitig strebte die seychellische Regierung eine Teilprivatisierung des Staatsunternehmens an. Die unrentablen Verbindungen nach London, Mailand, Paris und Rom wurden am 10. Januar 2012 eingestellt. Parallel dazu gab Air Seychelles zwei ihrer drei Boeing 767-300ER an den Leasinggeber zurück und flog danach international nur noch Mauritius und Johannesburg an.

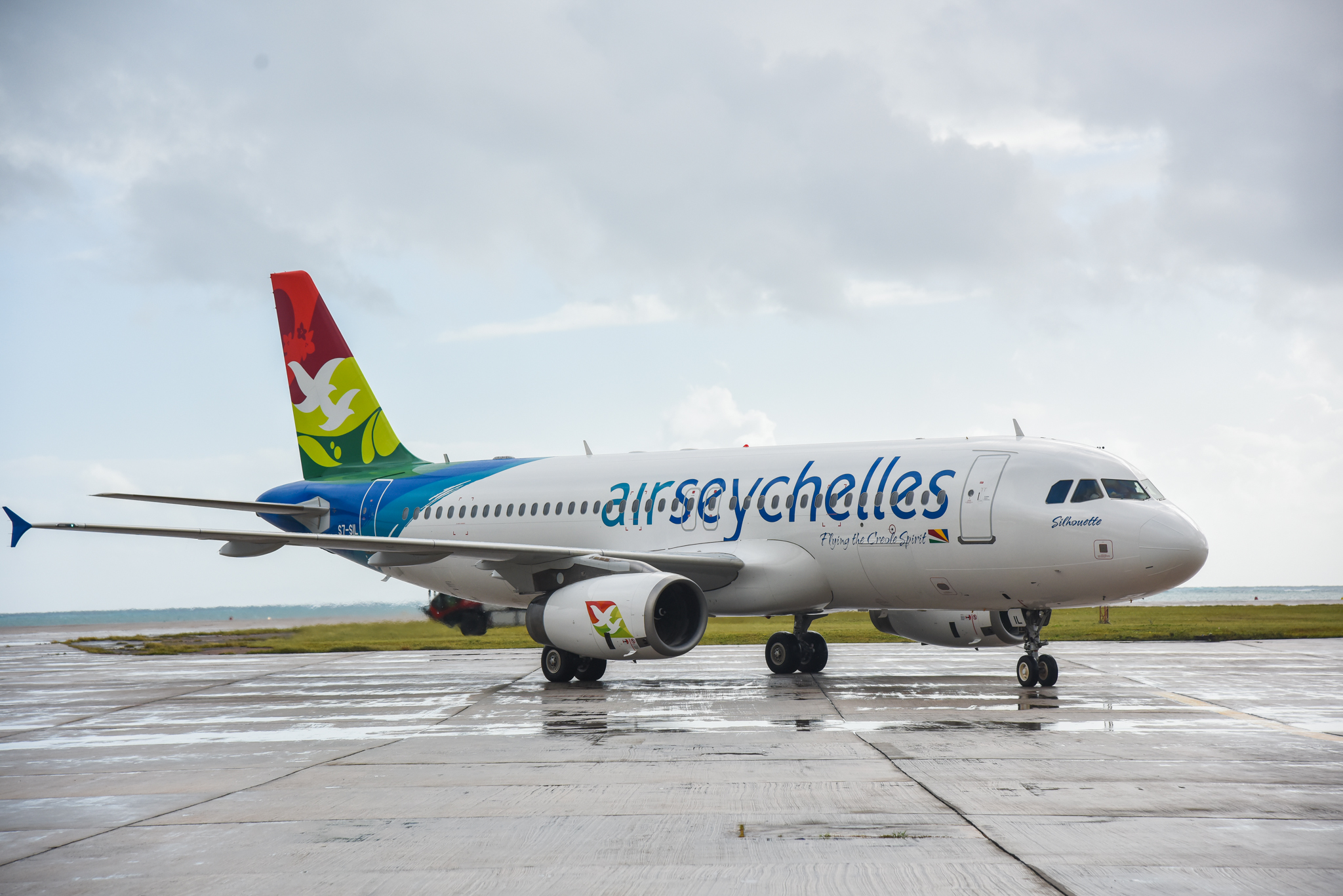
Der erste Airbus A320 wurde am 30. November 2014 übernommen

Im März 2012 erwarb Etihad Airways eine 40%ige Beteiligung an Air Seychelles. Diese richtete gleichzeitig eine Verbindung zum Flughafen Abu Dhabi ein, wo die Partnergesellschaft Anschlussflüge nach Europa und Asien anbietet. Als Ersatz für ihre letzte Boeing 767-300ER leaste Air Seychelles im selben Monat einen Airbus A330-200 von Etihad Airways. Einen zweiten Airbus A330 übernahm sie am 7. März 2013 zur Eröffnung einer Linienstrecke von Mahé über Abu Dhabi nach Hongkong. Paris wurde ab Juli 2014 zunächst wieder über Abu Dhabi und ab Juli 2015 erneut nonstop angeflogen. Im Rahmen eines  Codeshare-Abkommens bot Air France Anschlussmöglichkeiten innerhalb Europas für diese Direktverbindung an, ebenso konnten deren Passagiere die Nonstop-Flüge auf die Seychellen nutzen.
Zur Wiederaufnahme der Liniendienste nach Mumbai sowie für neue Verbindungen nach Antananarivo (Madagaskar) und Daressalam (Tansania) stellte die Gesellschaft Anfang Dezember 2014 ihren ersten Airbus A320 in Dienst, ein zweiter folgte am 2. September 2015. Nachdem Air Seychelles die Route von Abu Dhabi nach Hongkong im Sommer 2015 an Etihad Airways abgetreten hatte, flog sie vom 2. Februar 2016 bis zum 14. Februar 2017 neben Abu Dhabi, Antananarivo, Johannesburg, Mauritius, Mumbai und Paris auch Peking an. Für die am 30. März 2017 eröffnete Direktverbindung nach Durban (Südafrika) hat das Unternehmen einen Codeshare-Vertrag mit South African Airways abgeschlossen. Einen Tag später wurde Düsseldorf erstmals im Linienverkehr angeflogen. Diese Verbindung wurde am 10. September 2017 mangels Auslastung eingestellt. Gleichzeitig reduzierte Air Seychelles die Anzahl ihrer Flüge nach Paris auf drei pro Woche.
Am 23. Januar 2018 kündigte Air Seychelles das Ende ihrer Flüge nach Paris zum 24. April 2018 an. Als Grund nannte das Unternehmen die bestehende Konkurrenzsituation auf der Langstrecke nach Europa. Diese verschärfte sich im Frühjahr 2018 weiter, weil Air France und British Airways eigene Verbindungen zu den Seychellen aufnahmen. Air Seychelles musterte gleichzeitig ihre zwei geleasten Airbus A330 aus und stellte auch den Linienverkehr nach Antananarivo ein. Die Gesellschaft gab an, sich künftig primär auf nationale und regionale Flüge zu beschränken.

### 2020er-Jahre
Am 1. Mai 2021 wurde bekannt, dass Etihad Airways ihre 40%ige Unternehmensbeteiligung an die seychellische Regierung verkauft hat.

## Flugziele
Air Seychelles flog bis 2021 neben nationalen Zielen international Abu Dhabi, Johannesburg, Mauritius und Mumbai an.
Im deutschsprachigen Raum wurde letztmals Düsseldorf vom 31. März 2017 bis zum 10. September 2017 zweimal pro Woche bedient. Codeshare-Verbindungen bestehen ab Frankfurt, Genf, München, Wien und Zürich durch Etihad Airways über Abu Dhabi.
Zu Beginn des Jahres 2021 wurden die beiden letzten internationalen Ziele (Tel Aviv und Johannesburg) gestrichen.

## Flotte

### Aktuelle Flotte

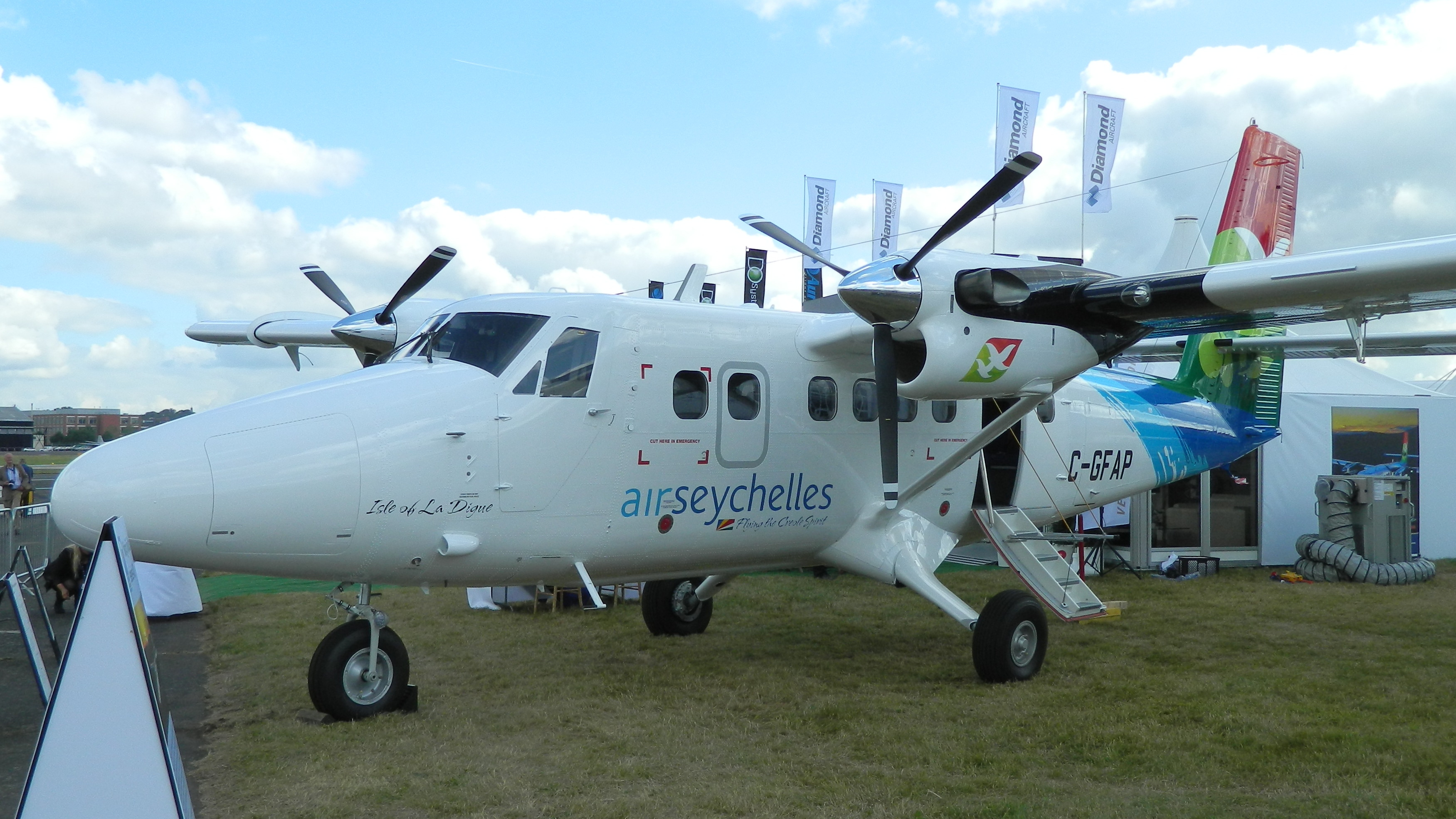
Viking Air DHC-6-400 der Air Seychelles

Mit Stand November 2023 besteht die Flotte der Air Seychelles aus sieben Flugzeugen mit einem Durchschnittsalter von 7,5 Jahren und einer Gesamtkapazität von 431 Sitzplätzen:
| Flugzeugtyp          | Anzahl | bestellt | Anmerkung | Indienststellung | Sitzplätze (Business/Eco) | Durchschnittsalter |
| -------------------- | ------ | -------- | --------- | ---------------- | ------------------------- | ------------------ |
| Airbus A320neo       | 2      |          |           | 2019; 2020       | 168 (12/156)              | 4,0 Jahre          |
| Viking Air DHC-6-400 | 5      |          |           | 2014, 2015, 2017 | 19 (–/19)                 | 8,8 Jahre          |
| Gesamt               | 7      |          |           |                  |                           | 7,5 Jahre          |

### Ehemalige Flugzeugtypen

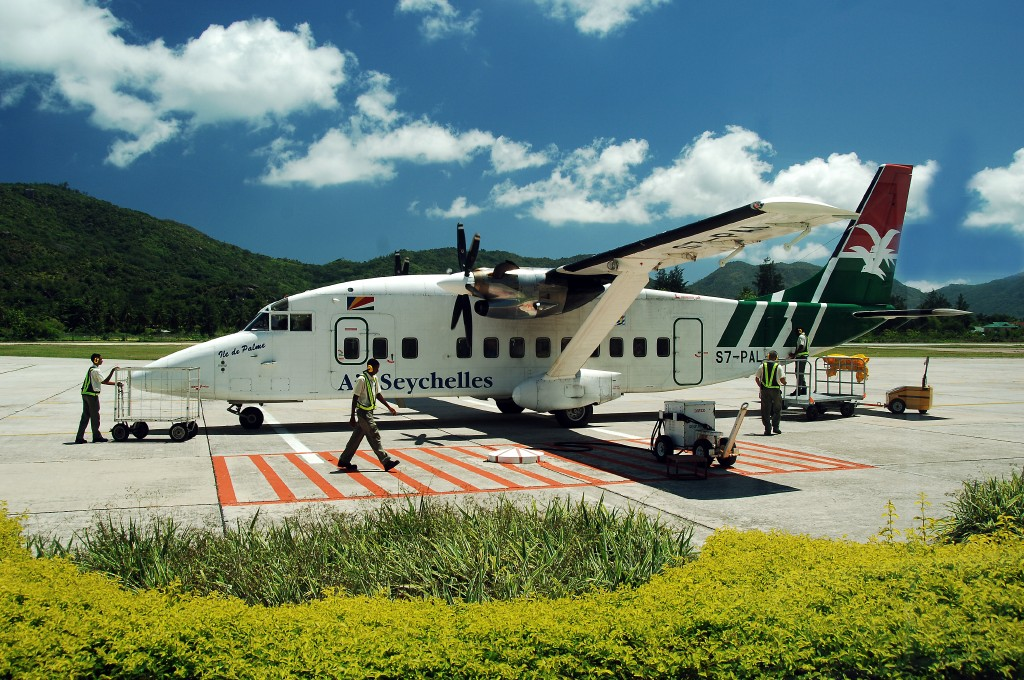
Short 360 auf dem Flugplatz von Praslin

Zuvor setzte Air Seychelles folgende Flugzeugtypen ein:
- Airbus A300B4 (von 1985 bis 1987 betrieben)
- Airbus A320-200 (von 2015 bis 2020 betrieben)[64]
- Airbus A330-200 (von 2012 bis 2018 betrieben)
- Antonow An-12 (2003 für Frachtflüge geleast von Astral Aviation)
- Boeing 707-320 (betrieben 1988 und 1989)
- Boeing 737-700 (von 2001 bis 2005 betrieben)
- Boeing 757-200ER (von 1993 bis 1996 betrieben)
- Boeing 767-200ER (von 1989 bis 2001 sowie von 2007 bis 2011 betrieben)
- Boeing 767-300ER (von 1996 bis 2012 betrieben)
- Britten-Norman BN-2 Islander (von 1979 bis 2008 betrieben)
- BN-2 Mk III Trislander (von 1979 bis 1987 betrieben)
- Cessna 172 (ca. von 1988 bis 1990 betrieben)
- De Havilland Canada DHC-6-300 Twin Otter (von 1985 bis 2017 betrieben)
- McDonnell Douglas DC-10-30 (von 1983 bis 1985 in Kooperation mit BCal und Martinair genutzt)
- Short 360-300 (von 2002 bis 2011 betrieben)

## Indian Ocean Pass
Der „Indian Ocean Pass“ ist ein gemeinsames Angebot von Air Seychelles, Air Austral und Air Mauritius, das im Jahr 2002 aufgelegt wurde. Der Pass ermöglicht es den Passagieren der drei Gesellschaften, mit einem Flugticket verschiedene Inseln im Indischen Ozean anzufliegen. Nachdem sich Etihad Airways an Air Seychelles beteiligt hatte, zog sich diese zunächst aus dem Abkommen zurück. Seit 2015 wird der „Indian Ocean Pass“ erneut angeboten.